# Zale mexicana
Zale mexicana är en fjärilsart som beskrevs av Haimbach 1928. Zale mexicana ingår i släktet Zale och familjen nattflyn. Inga underarter finns listade i Catalogue of Life.